# Chiapas
Chiapas (Lacandón: Chiapa, Nahuatl: Chiyapan) is een deelstaat in het zuidoosten van Mexico. Chiapas grenst aan Tabasco in het noorden, Veracruz in het noordwesten, Oaxaca in het westen en Guatemala in het oosten. Ten zuiden van Chiapas ligt de Grote Oceaan. Chiapas heeft een oppervlakte van 75.635 km² en 5.543.828 inwoners (2020).
De hoofdstad van Chiapas is Tuxtla Gutiérrez; andere steden zijn San Cristóbal de las Casas, Comitán, en Tapachula. De Mayaruïnes van Palenque, Yaxchilán, Bonampak, Chinkultic, en Toniná bevinden zich ook in Chiapas.

## Geografie
Chiapas is overwegend bergachtig, op de zuidelijke kustvlakte Soconusco na. Het zuidelijke deel van de staat wordt ingenomen door de Sierra Madre de Chiapas, een uitloper van de Sierra Madre. Met 4030 meter is de vulkaan Tacaná, op de grens met Guatemala, het hoogste punt van de staat. In het oosten bevindt zich de uitgestrekte Lacandonjungle, waar het Zapatistisch Nationaal Bevrijdingsleger zich schuilhoudt.
In Chiapas bevinden zich de twee grootste stuwmeren van Mexico: de Presa de la Angostura en de Presa Nezahualcóyotl. Beide liggen aan de loop van de Río Grijalva. Aan deze rivier bevindt zich ook de Cañon del Sumidero, die op het wapenschild van Chiapas is afgebeeld.

## Bevolking
De meeste inwoners van Chiapas zijn arme boeren. 24,6% van de bevolking is van indiaanse afkomst, maar omdat in bevolkingsstatistieken alleen naar taal wordt gekeken is dat percentage in werkelijkheid hoger. In landelijke delen van de staat spreken grote delen van de bevolking geen Spaans. De staat heeft het hoogste percentage ondervoeding (40%) van Mexico en ook de laagste HDI-score van Mexico. Een deel van de bevolking bestaat uit vluchtelingen die in de twintigste eeuw de burgeroorlog en genocide in buurland Guatemala zijn ontvlucht.
Inwoners van Chiapas worden Chiapaneken genoemd.

## Geschiedenis
Voor de komst van de Europeanen was Chiapas deel van het kernland van de Maya-beschaving. Onder andere Palenque, dat zich in het eerste millennium tot de machtigste stadstaat van het Mayagebied zou ontwikkelen, bevindt zich in Chiapas. In 1498 werd het grootste deel van Chiapas door de Azteekse heerser Ahuitzotl onderworpen.
In 1524 drongen de Spanjaarden Chiapas binnen. Ze namen het in bezit, maar werden alweer snel verdreven door de lokale bevolking. Drie jaar later had Diego de Mazariegos meer succes. Hij wist Chiapas te onderwerpen. Het werd deel van het vicekoninkrijk Nieuw-Spanje als deel van het "Koninkrijk Guatemala".
In 1821 verklaarde Guatemala zich onafhankelijk van Spanje, en korte tijd later sloot het zich aan bij het Eerste Mexicaanse Keizerrijk. Na het uiteenvallen van dit keizerrijk ontstond er discussie in Chiapas over de politieke toekomst van het land. Korte tijd was het onafhankelijk, maar uiteindelijk besloot het zich bij Mexico aan te sluiten. Een deel van Chiapas werd betwist met Guatemala, in de chaos wisten zelfs Los Altos en Soconusco zich onafhankelijk te houden. Een groter deel werd bij Mexico gevoegd toen in 1842 de Verenigde Staten van Centraal-Amerika ophielden te bestaan en het laatste stuk werd in de jaren 80 van de 19e eeuw veroverd door Porfirio Díaz.
Chiapas bleef een van de delen van Mexico waar het minst veranderde. De afstammelingen van de Spanjaarden behielden controle over de indianen. In 1868 was er een gewapende opstand, geleid door Tzotzil Maya's, die er bijna in slaagden de toenmalige hoofdstad San Cristóbal in te nemen, voordat de opstand onderdrukt werd door het Mexicaanse leger.
Veel mensen in Chiapas voelden zich genegeerd door de Mexicaanse regering. Van beloften tot landhervorming was niets terechtgekomen en door de neoliberalisering van de economie en het tekenen van de NAFTA (North American Free Trade Agreement) is het grootste deel van de bevolking van Chiapas alleen maar armer geworden. Dit leidde tot steun voor de Zapatistas die in 1994 in opstand kwamen. Ze hebben inmiddels enkele "autonome gemeenten" gecreëerd waarin traditioneel indiaanse waarden als gelijkheid ('todo para todos') de boventoon voeren. Van de bevolking genieten ze nog steeds steun, maar critici zijn bang dat zich een "staat in een staat" aan het vormen is . Voor een groot deel van de internationale 'anders-globalisten' beweging zijn de Zapatistas, met hun radicaaldemocratische manier van regeren, juist een belangrijke inspiratiebron. De wapens werden al na een paar weken neergelegd, maar de situatie is nog steeds gespannen. Er komen veel meldingen van mensenrechtenschendingen uit Chiapas door aan de regering gelinkte paramilities, met als triest dieptepunt het bloedbad van Acteal in 1997 waarbij een grote groep burgers (voornamelijk vrouwen en kinderen) werden vermoord in een kerk. De Mexicaanse regering voert een 'low intensity warfare' tegen de Zapatistas, wat voornamelijk inhoudt dat ze de sociale basis willen fragmenteren, door het bedreigen en onderdrukken van de bevolking.
In 2000 werd voor het eerst sinds 1928 een oppositiekandidaat tot gouverneur gekozen. Pablo Salazar Mendiguchía was zelf partijloos, maar kreeg steun van alle partijen, behalve de voorheen oppermachtige Institutioneel Revolutionaire Partij.Hij werd in 2006 opgevolgd door Juan Sabines Guerrero. In 2012 won Manuel Velasco Coello namens de Groene Ecologische Partij van Mexico het gouverneurschap. In 2018 werd Rutilio Escandón van Morena voor zes jaar verkozen.
In 2005 hield de orkaan Stan huis in Chiapas. 

## Cultuur

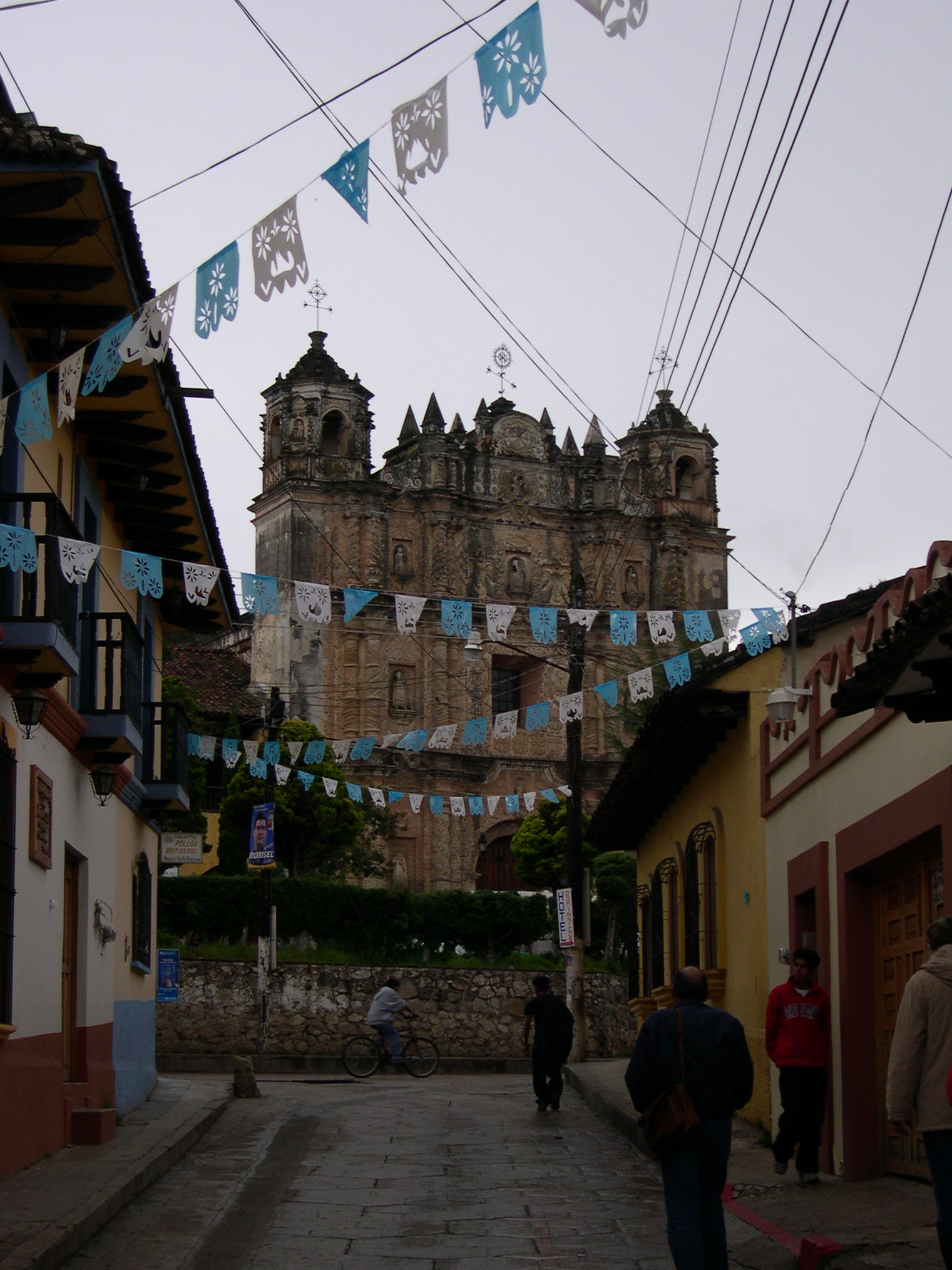
San Cristobál de las Casas

Evenals in de rest van Mexico is het overgrote deel van de bevolking rooms-katholiek. Het katholicisme is doorspekt met oude, Meso-Amerikaanse elementen, en een klein deel van de bevolking belijdt nog een inheemse godsdienst. De laatste jaren is in Chiapas, evenals in het aangrenzende Guatemala, het protestantisme in opkomst.
Sinds ongeveer 2000 hebben zo'n 300 Chiapaneken, voornamelijk Tzotzil, zich tot de islam bekeerd. De Mexicaanse overheid heeft, evenals de Amerikaanse overheid, haar bezorgdheid kenbaar gemaakt, maar heeft verder geen maatregelen om de verspreiding van de islam tegen te gaan. Volgens de Chiapaneekse moslims is de islam een nieuwe manier om hun indiaanse identiteit vorm te geven. Ze zeggen tot een gematigde stroming te behoren, en geen interesse te hebben voor fundamentalisme of terrorisme.
Volgens veel Mormonen is Chiapas Zarahemla uit het Boek van Mormon. Hoewel Mormonen hierdoor enige bijdrage leveren aan toeristische inkomsten, zijn veel Chiapaneken hier toch niet blij mee. Veel Mormonen houden indianen ervoor verantwoordelijk Jezus verraden te hebben, en beweren dat God hun daarom als straf een donkergekleurde huid heeft gegeven.
Het feit dat Chiapas in de koloniale periode niet tot Mexico maar tot Guatemala behoorde, heeft zijn weerslag gevonden op de cultuur van Chiapas. Deze wijkt op een aantal punten af van die van de rest van Mexico, en gelijkt eerder op die van Centraal-Amerika.

## Gemeenten
Chiapas bestaat uit 124 gemeenten, zie Lijst van gemeenten van Chiapas.